# Oswaldo da Silva
Baltazar (* 14. Januar 1926 in Santos; † 25. März 1997 in São Paulo; eigentlich Oswaldo da Silva) war ein brasilianischer Fußballspieler. Er spielte als Stürmer und wurde aufgrund seiner Kopfballstärke Cabecinha de Ouro (Goldköpfchen) genannt.

## Karriere
In seiner von 1943 bis 1959 dauernden Karriere spielte Baltazar für fünf Vereine, unter denen der wohl bekannteste Corinthians São Paulo war. Er erzielte 267 Tore, davon 71 per Kopf.
Baltazar war brasilianischer Nationalspieler und nahm an den Weltmeisterschaften 1950 und 1954 teil. Die WM 1950 im eigenen Land verlief tragisch: Im entscheidenden Spiel hätte Brasilien ein Unentschieden zum Titelgewinn gereicht, aber man verlor gegen Uruguay 1:2. Baltazar, der zweimal im Turnier getroffen hatte, gehörte zu den vier Spielern, die 1954 noch im brasilianischen Kader übriggeblieben waren. Bei Brasiliens Qualifikation für die WM 1954 schoss er fünf der acht brasilianischen Tore. Bei der WM 1954 in der Schweiz traf Baltazar einmal. Brasilien schied gegen den Top-Favoriten Ungarn im Viertelfinale aus. Das Spiel im Wankdorfstadion ging aufgrund zahlreicher Unsportlichkeiten während des Spiels und danach als Schlacht von Bern in die WM-Geschichte ein.
Er starb 1997 im Alter von 71 Jahren.

## Erfolge
Corinthians
- Torneio Rio-São Paulo: 1950, 1953, 1954

## Auszeichnungen
- Torschützenkönig Torneio Rio-São Paulo: 1950 (9 Tore)